# Mary Marvel
Mary Marvel è una supereroina dei fumetti, pubblicata originariamente da Fawcett Comics e ora di proprietà della DC Comics.
Ideata da Otto Binder e Mark Swayze, apparve per la prima volta nell'albo Capitan Marvel Adventures #18 (nel dicembre 1942). Il personaggio è un membro della Famiglia Marvel.
Mary Marvel è l'alter ego dell'adolescente Mary Batson (nome d'adozione Mary Bromfield), sorella gemella di Billy Batson, alter ego di Capitan Marvel. Come a suo fratello, a Mary furono donati i poteri del Mago Shazam e non deve fare altro che pronunciare il nome del mago per trasformarsi nella potente Mary Marvel.
Mary Marvel è stata una delle prime aiutanti femminili di un supereroe maschile e precede di oltre un decennio l'introduzione della cugina di Superman, Supergirl, anch'essa ideata da Otto Binder.

## Personaggio

### Fawcett Comics
Da bambini, i gemelli Billy e Mary Batson furono accuditi da una donna chiamata Sarah Primm. Quando i coniugi Batson rimasero uccisi in un incidente d'auto, a Primm fu consigliato di mandare entrambi i bambini in orfanotrofio. Tuttavia, Primm volle dare ad almeno uno dei bambini una casa, e segretamente scambiò i ruoli di Mary e di un'altra bambina, che morì improvvisamente sotto le sue cure. Come risultato, Billy fu mandato in orfanotrofio, mentre Mary fu cresciuta dalla ricca Signora Bromfield.
Molti anni dopo, Billy Batson divenne un giovane giornalista. Mentre faceva un servizio in diretta di una gara di quiz, ricevette una lettera urgente da Sarah Primm, oramai su un letto di morte, che chiedeva di vederlo. Billy andò a trovarla durante una pausa e Primm gli raccontò della sua sorella perduta.
Per aiutarlo a trovare Mary, Prima diede a Billy un ciondolo diviso a metà e gli disse che Mary ne possedeva l'altra.
Una volta finita la diretta, Billy raccontò di sua sorella e del ciondolo al suo amico Freddy Freeman. Billy allora ricordò che una partecipante al quiz, una ricca ragazza di nome Mary Bromfield indossava un ciondolo spezzato. Lui e Freddy seguirono la limousine di Mary nei panni di Capitan Marvel e Capitan Marvel Jr., e si trovarono in dovere di salvarla da una banda di rapitori.
Capitan Marvel vide che i due mezzi ciondoli combaciavano e capì che Mary era la sorella di Billy. I due Marvel rivelarono a Mary la loro identità, che si chiese se, dato che lei e Billy erano gemelli, anche lei potesse trasformarsi in una Marvel pronunciando la parola magica "Shazam!". Billy, tuttavia, era sicuro che il vecchio mago non avrebbe dato i suoi poteri a una ragazza. Proprio allora i rapitori si ripresero e bloccarono Billy e Freddy, impedendogli di dire le parole magiche. Mary capì che Billy non poteva dire Shazam e inavvertitamente la pronunciò lei. Mary fu colpita da un lampo magico, che la trasformò nella super versione di se stessa, più tardi battezzata da Billy col nome di Mary Marvel. Mary batté quindi i malfattori e liberò Billy e Freddy.

## Poteri e abilità
Essendo la gemella di Billy/Capitan Marvel, Mary ne condivide l'abilità di trasformarsi in una supereroina pronunciando il nome del mago Shazam.
Nel suo stato di supereroina aggraziata e minuta, Mary Marvel indossa originariamente una divisa rossa a maniche corte e una gonna corta, entrambe con rifiniture in oro che comprendevano anche un fulmine sulla parte superiore della divisa e un mantello. Nella versione odierna invece il suo costume ha cambiato colore, divenendo bianco con rifiniture oro.
La versione Fawcett e pre-1985 di Mary Marvel non prendeva i suoi poteri Shazam dalle stesse figure mitologiche maschili che potenziavano Billy, ma da una squadra di benefattrici: Selena per la grazia, Ippolita per la forza, Artemide per le agilità, Zefiro per la velocità (e il volo), Afrodite per la bellezza e Minerva per la saggezza. Sebbene queste divinità fossero descritte come dee, Zephirus è in realtà una divinità maschile. L'elenco inoltre non tiene in conto tutti i tratti condivisi da Billy e Mary, specificatamente i poteri di invulnerabilità, resistenza e coraggio di Capitan Marvel.
Un'altra caratteristica che la contraddistingue da Capitan Marvel è che l'originale Mary Marvel rimaneva un'adolescente quando si trasformava, invece di ottenere una forma adulta come quella di Billy.

## Altri media
- Nella graphic novel Kingdom Come di Alex Ross e Mark Waid, Mary Marvel è diventata adulta e si chiama Lady Marvel. In questa storia è la sposa di Capitan Marvel Jr., ora King Marvel, e insieme hanno avuto un figlio che si allea con loro nella Justice League, Whiz, erede naturale del potere di Shazam.
- Nei film del DC Extended Universe Shazam! (2019) e Shazam! Furia degli dei (2023), Mary è la figlia adottiva maggiore dei coniugi Vasquez, e insieme agli altri fratelli otterrà il potere del Mago Shazam.